# Aeroportul Teesside
Aeroportul Teesside (IATA: MME, ICAO: EGNV) este un aeroport din Darlington, Darlington⁠(d), Durham, North East England, Anglia, Regatul Unit ce deservește zona North East England. Aeroportul a fost tranzitat în 2022 de 173.006 pasageri. A fost deschis în 1941.
Situat la o altitudine de 37 m, aeroportul dispune de 1 pistă.

## Infrastructură

### Piste
Aeroportul dispune de o singură pistă. Pista 05/23 are suprafața de asfalt și dimensiunile 2.291 m × 45 m. 